# AFC Champions League Elite 2025–26
AFC Champions League Elite 2025–26 là mùa giải thứ 43 của giải đấ bóng đá cấp câu lạc bộ hàng đầu châu Á được tổ chức bởi Liên đoàn bóng đá châu Á (AFC)
Trận chung kết sẽ diễn ra ở Riyadh, Saudi Arabia. Đội vô địch sẽ giành vé tới FIFA Intercontinental Cup 2026 and FIFA Club World Cup 2029, đồng thời có suất tham dự thẳng đến AFC Champions League Elite 2026-27 bất kể thành tích tại giải quốc nội.